# Philippe Marchesin
Pour les articles homonymes, voir Marchesin.
Philippe Marchesin, né le 11 juillet 1956 à Nérac (Lot-et-Garonne), est un politiste français, spécialiste des questions de coopération et de développement.
Il est professeur à l'Institut des sciences juridiques et politiques de l'université Euro-Méditerranéenne de Fès, enseignant-chercheur habilité à diriger des recherches au département de science politique de l'université Paris 1 Panthéon-Sorbonne et membre de l'Institut des mondes africains (CNRS-IRD).

## Parcours
Après des études de droit à Bordeaux et à Nice, Philippe Marchesin obtient une allocation de recherche de la Délégation générale à la recherche scientifique et technique et soutient en 1982 une thèse en droit du développement à l’Institut du droit de la paix et du développement de l’université de Nice.
De 1983 à 1987, il est enseignant à l’ENA et à la faculté de droit de Nouakchott. Il rejoint ensuite l’université Paris 1 Panthéon-Sorbonne où, après avoir soutenu une thèse d’État en science politique en 1990, il est élu maître de conférences.
Au sein du département de science politique de la Sorbonne, il dirige le diplôme d'études supérieures spécialisées Développement et coopération internationale de 1992 à 1998 ainsi que la spécialité science politique du diplôme d'études approfondies Études africaines de 1994 à 1998. Il est membre du comité directeur du Groupement pour l’étude de la mondialisation et du développement (GEMDEV) de 1992 à 1998 et préside l'Observatoire permanent de la coopération française durant la même période.
Philippe Marchesin part ensuite en délégation au département de relations internationales de l’université Galatasaray d’Istanbul de 1998 à 2002 puis en détachement auprès de l’université européenne de Minsk où il est nommé co-doyen de la faculté franco-biélorusse de science politique en 2003. À la suite de la fermeture par les autorités biélorusses de l’université européenne, il devient co-directeur du Centre franco-biélorusse de science politique et d’études européennes puis revient en France en 2005.
Depuis, il assure divers cours et séminaires sur la coopération et le développement à l'université Paris 1 Panthéon-Sorbonne. Parallèlement, à compter de 2022, il enseigne à l'université Euromed de Fès et, dans le cadre du Centre international de formation européenne de Nice, à l'université Mahmoud El Materi de Tunis. 

## Travaux
Philippe Marchesin s’efforce d’étudier le développement, champ de la connaissance par nature interdisciplinaire, à la lumière de sa discipline de rattachement, la science politique. Il s’agit, en somme, alors qu’il existe une économie, une sociologie, une anthropologie, une géographie, un droit du développement, de contribuer à l’élaboration d’une science politique du développement. L’originalité de sa démarche est de mêler réflexion théorique et longs séjours de terrain.
Ses principales contributions s’inscrivent dans le cadre des diverses sous-disciplines de la science politique ;
- la théorie politique, dans « Science politique et développement » (1993)[15] ; « Démocratie et développement » (2004)[16] ;
- la sociologie politique, dans Tribus, ethnies et pouvoir en Mauritanie (1992)[17] ; « Origine et évolution des partis et groupes politiques en Mauritanie » (1994)[18] ; La Biélorussie (2006)[19] (voir également les notes de lecture dans la revue Politique africaine[20], ainsi que dans Jeune Afrique économie (1992) et le site du CRIDEM[21]) ;
- les politiques publiques, dans « Le mystère des chiffres ou l’opacité du système français d’aide au développement » (1995)[22] ; « Mitterrand l’Africain » (1995)[23] ; « La difficile intégration des coopérations à l’échelle européenne » (1997)[24] ; « La politique africaine de la France en transition » (1998)[25] ; « Inégalités et développement » (2013)[26] ; « The Securitization of Aid : The Case of France » (2016)[27] ; La politique française de coopération. Je t'aide, moi non plus (2021)[28] ; Développement solidaire et lutte contre les inégalités mondiales (2021)[29] ; « La politique française de coopération : l'aide-intérêt, l'aide-échange » (2021)[30] ;
- les relations internationales, dans « Géopolitique de la Turquie à partir du Grand échiquier de Zbignew Brzezinski » (2002)[31] ; Introduction aux relations internationales (2008)[32] ; Les nouvelles menaces. Les relations Nord-Sud des années 1980 à nos jours (2001)[33] ; La revanche du Sud (2010)[34] ;
- la politique comparée, dans « La politique de villagisation en Afrique de l’Est. Étude comparative » (1985)[35] ; Baïkal (2010) ; Biélorussie : Belovezhskaya Pushcha, Arc géodésique de Struve, Nesvizh, Mir (2011) ; Kamtchatka (2014) (avec Ludmila Marchesin) ; Afrique-Russie. Les raisons d'une comparaison (2023) (avec Diana Bangoura)..

Parmi les apports de Philippe Marchesin, signalons la mise en évidence de traits propres à certaines sociétés, notamment l’importance du fait tribal en Mauritanie, pays dont il est considéré comme l'un des spécialistes. Il a insisté sur la nécessité d’une approche néo-khaldounienne pour comprendre le pouvoir dans ce pays. Concernant la Biélorussie, il a pointé la spécificité d’une attitude répandue dans la société, la pamiarkoyni, qui renvoie à la réticence au changement et explique en partie la longévité au pouvoir d’Alexandre Loukachenko. Philippe Marchesin a également contribué à l'actualisation des relations Nord-Sud à un moment où, après les années soixante-dix, cette matière était tombée en désuétude. Il a enfin proposé une nouvelle définition de l’aide publique au développement qui prend le contre-pied de la définition existante, à savoir l’aide envisagée comme un flux unidirectionnel d’un pays donateur vers un pays receveur. À l’inverse, l’aide correspond à un échange, ce qui remet totalement en cause la notion d’aide publique au développement telle qu’elle existe aujourd’hui. 
Avec son épouse, l'écrivaine franco-ukrainienne Ludmila Marchesin, il a créé la collection Patrimoine de l'humanité aux Éditions L'infini.

## Prix et récompenses
- Premier prix ex æquo, en 1982, de l’Association Tiers monde (Institut de sciences mathématiques et économiques appliquées, ISMEA, François Perroux) pour L’action en matière de sécurité alimentaire.
- Prix Robert-Cornevin, en 1992, de l’Académie des sciences d’outre-mer pour Tribus, ethnies et pouvoir en Mauritanie[37].
- Coup de cœur 2002 des libraires de la Fnac pour Les nouvelles menaces. Les relations Nord-Sud des années 1980 à nos jours.
- Prix Mirabaud, en 2011, du Forum international des Médias Nord-Sud pour La revanche du Sud[38].
- Coup de cœur 2020 des bibliothécaires de la Ville de Paris pour La Biélorussie[39].

## Distinctions
- Médaille d’argent, Ligue universelle du bien public, 22 décembre 2012[40].
- Award of excellence 2012, American Biographical Institute.